# Miyoshi Umeki
Miyoshi Umeki (梅木美代志)) (Otaru, Shiribeshi, Hokkaidō, Japó, 3 d'abril de 1929 - Licking, Missouri, Estats Units, 28 d'agost del 2007) va ser una actriu i cantant estatunidenca d'origen japonès.
Va ser sobretot coneguda pel seu paper de Katsumi, la dona de Joe Kelly (Red Buttons), a la pel·lícula de Sayonara el 1957, a Flower Drum Song al paper de Mei Li el 1961 i en la sèrie de televisió The Courtship of Eddie's Father. Ha estat la primera actriu japonesa a ser premiada amb l'Oscar.

## Biografia
Nascuda a Otaku, a l'illa japonesa de Hokkaido. El seu pare tenia una fàbrica d'acer. Era la més jove dels seus nou fills. Després de la Segona Guerra Mundial, Miyoshi va començar la seva carrera com a cantant de cabaret al Japó, utilitzant el nom de Nancy Umeki. Les seves primeres influències són el teatre Kabuki i la música pop americana. Més tard, en una de les seves aparicions a The Merv Griffin Show , va tocar la seva impressió del cantant Billy Eckstine als telespectadors.

## Filmografia[3]

### Cinema
- 1953: Seishun jazu musume: Kashu
- 1957: Sayonara: Katsumi Kelly
- 1961: Plorar d'alegria (Cry for Happy): Harue
- 1961: Promeses sense promès (Flower Drum Song): Mei Li
- 1962: A Girl Named Tamiko: Eiko
- 1962: The Horizontal Liutenant: Akiko

### Televisió
- 1955: Arthur Godfrey and His Friends - Ella mateixa
- 1957: The Perry Como Show - Ella mateixa
- 1958- 1961: The Dinah Shore Chevy Show - Ella mateixa
- 1958: What's My Line? - Ella mateixa
- 1958: The Tennessee Ernie Ford Show - Ella mateixa
- 1959: The Chevy Showroom Starring Andy Williams - Ella mateixa
- 1959: Toast of the Town - Cantant
- 1961: Here's Hollywood - Ella mateixa
- 1961- 1962: The Donna Reed Show - Kimi
- 1962: The Andy Williams Show - Ella mateixa
- 1962: Hallmark Hall of Fame - Lotus-Blossom
- 1962: Sam Benedict - Sumiko Matsu

## Premis i nominacions

### Premis
- 1958: Oscar a la millor actriu secundària per Sayonara

### Nominacions
- 1958: Globus d'Or a la millor actriu secundària per Sayonara
- 1959: Premi Tony a la millor actriu protagonista de musical per Flower Drum Song
- 1962: Globus d'Or a la millor actriu musical o còmica per Flower Drum Song
- 1971: Globus d'Or a la millor actriu secundària en televisió per The Courtship of Eddie's Father